# 达玛丽斯·阿吉雷
达玛丽斯·阿吉雷（西班牙語：Damaris Aguirre，1977年7月25日—），墨西哥女子举重运动员。她曾代表墨西哥参加2004年和2008年夏季奥林匹克运动会举重比赛，其中2008年奥运会获得一枚铜牌。